# Manoir de la Vente
Le manoir de la Vente est un manoir situé à Longué-Jumelles, en France.

## Localisation
Le manoir est situé dans le département français de Maine-et-Loire, sur la commune de Longué-Jumelles.

## Historique
L'édifice est inscrit au titre des monuments historiques en 2005.